# Peter von Tresckow
Peter von Tresckow (* 1936 in Berlin) ist ein deutscher Karikaturist, Zeichner und Autor.

## Leben
Peter von Tresckow absolvierte zuerst eine Ausbildung als Zeichentrickfilmer bei der Firma von Hans Fischerkoesen. Anschließend studierte er Grafikdesign an der Kunstakademie Kassel bei Hans Leistikow. Anschließend war er Art Director der Frankfurter Werbeagentur CPV International und kurze Zeit Mitarbeiter der Satire-Zeitschrift Pardon.
Anschließend war er lange Zeit freiberuflich tätig und freier Mitarbeiter bei den Firmen IBM, der Deutschen Bank, bei Bertelsmann und für andere internationale Unternehmen. In dieser Zeit war von Treskow auch Dozent für Karikatur und Illustration an der Hochschule für Gestaltung in Offenbach am Main.
Von Tresckow war Autor, Gestalter und Produzent mehrerer ARD-Umweltspots Die Natur braucht uns nicht, aber wir brauchen die Natur!. Ab 1980 bis heute ist er bei der Frankfurter Allgemeinen Zeitung beschäftigt, für die er regelmäßig Illustrationen zeichnet, so etwa die Serien Tresckow’s Nachbörse und die im FAZ-Magazin veröffentlichten Skizzen aus Alaro, die später auch als Buch veröffentlicht worden sind.
Seit 2016 wohnt von Tresckow in Görlitz.

## Veröffentlichungen (Auswahl)
- Kennen wir uns nicht? : Skizzen aus Alaró, Zweitausendeins: Frankfurt am Main 1997, ISBN 3-86150-213-5.
- Hans Traxler: Die Wahrheit über Hänsel und Gretel : Die Dokumentation des Märchens der Brüder Grimm. Mit Fotografien von Peter von Tresckow und Wilkin H. Spitta, Reclam-Verlag, Stuttgart 2007 (Reclams Universal-Bibliothek 18495), ISBN 978-3-15-018495-0.
- Wie erklären sie jemand, der sie fragt, wie ein Computer funktioniert, wie ein Computer funktioniert? / IBM Konzept und Text: Rulf Neigenfind. Gestaltung und Illustrationen Peter v. Tresckow, IBM, Stuttgart 1984, 22. Auflage, 561. bis 590. Tsd. (Reihe: Kleine Computer-Kunde in elf Kapiteln; Teil 1)